# Рот, Эмерих
Эмерих Рот (швед. Emerich Roth, 28 августа 1924, Севлюш, Подкарпатская Русь, Чехословакия — 22 января 2022, Стокгольм) — шведский писатель родом из Чехословакии, переживший Холокост, лектор и социальный работник, занимавшийся распространением информации о расизме, насилии и зверствах нацистов.

## Биография
Рот родился в Вельке Севлюше в Чехословакии (ныне Виноградов, Украина) и вырос в Чехословакии с четырьмя младшими сестрами в городе с населением 15 000 человек. Когда нацисты прибыли в город, 3000 городских евреев сначала были вынуждены переселиться в импровизированное гетто, прежде чем пришёл приказ переехать «на короткое время работать в другую страну». После многодневной перевозки в переполненных скотовозах без воды и еды поезд прибыл в Аушвиц-Биркенау.
Мать Рота и две его младшие сестры Магдалена, 12 лет, и Юдит, 10 лет, были немедленно доставлены в газовые камеры, а его отец, его сестры Эдит, 17 лет, и Элизабет, 15 лет, и сам Эмерих были отправлены в трудовые лагеря. Его отец был убит во время одного из маршей смерти в конце войны, а его сестра Эдит погибла в другом лагере.
Он был заключённым в пяти различных концентрационных лагерях, и только он и его сестра Элизабет выжили. После войны Эмерих был в плохой форме и при росте 1,75 метра весил всего 34 килограмма. Он был в больнице и получил письмо от человека с такой же фамилией, который был его двоюродным братом. В письме говорилось, что его сестра выжила и находится в Швеции.
Рот приехал в Швецию в декабре 1950 года, получил образование и проработал 30 лет социальным работником. В эти годы он предпочитал не рассказывать о своих переживаниях, но большое влияние на него оказала неонацистская демонстрация в Стокгольме в 1992 году.
С 1993 года он посетил не менее 1600 школ по всей Швеции с целью борьбы с расизмом. Он был одним из основателей Ассоциации переживших Холокост. В 1994 году он основал некоммерческий фонд Эмериха, целью которого является поощрение молодых людей к «действиям, противодействующим насилию и ксенофобии и прокладывающим путь к приятной и гуманной школьной среде».
Он опубликовал несколько книг на тему насилия и расизма, в том числе Emerich är mitt namn: Hatet, förnedringen, kärleken («Моё имя Эмерих: ненависть, унижение, любовь»). Он также снялся во многих документальных и образовательных фильмах, снятых на видео.
Рот умер 22 января 2022 года в возрасте 97 лет.

## Награды
Он получил несколько наград за свою работу по информированию о расизме и насилии.
- Медаль Его Величества Короля, 8-й размер с синей лентой (1998)[12]
- Стокгольмская медаль Нельсона Манделы (2008)[13]
- Памятная награда Карин и Эрнста Августа Банг (1997)[13]
- Награда шведского героя (2012)[14][15]
- Награда Рауля Валленберга (2015)[16][13]
- Премия Улофа Пальме (2017)[17]
- Премия Сократа (2019) (совместно с Хеди Фрид)[18]